# Eduard von Hartmann
Karl Robert Eduard von Hartmann (23 de fevereiro de 1842 – 5 de junho de 1906) foi um filósofo, acadêmico independente e escritor alemão. Ele foi o autor de Filosofia do Inconsciente (1869), obra de grande influência. As ideias notáveis de Von Hartmann incluem a teoria do inconsciente e uma interpretação pessimista do conceito de "melhor dos mundos possíveis" em metafísica.

## Biografia

### Infância e carreira militar
Von Hartmann nasceu em Berlim, filho do Major-general prussiano Robert von Hartmann e foi educado com o propósito de seguir carreira militar. Em 1858, ele ingressou no Regimento de Artilharia da Guarda do Exército Prussiano e frequentou a Escola de Engenharia e Artilharia Unida. Alcançou a patente de primeiro-tenente, mas afastou-se do exército em 1865 devido a um problema crônico no joelho.

### Carreira filosófica
Depois de alguma hesitação entre a música e a filosofia, decidiu fazer desta última a sua profissão e, em 1867, obteve seu doutorado pela Universidade de Rostock. Em 1868, ele renunciou formalmente ao exército. Após o grande sucesso de sua primeira obra, Filosofia do Inconsciente (1869) — cuja publicação levou Von Hartmann a envolver-se na controvérsia do pessimismo na Alemanha — ele recusou as cátedras que lhe foram oferecidas pelas universidades de Leipzig, Göttingen e Berlim.
Em seguida, retornou a Berlim. Durante muitos anos, viveu de forma reservada como independent scholar, trabalhando em grande parte na cama, enquanto sofria fortes dores.

### Vida pessoal e morte
Von Hartmann casou-se com Agnes Taubert (1844–1877) em 3 de julho de 1872 em Charlottenburg. Após a morte dela, casou-se com Alma Lorenz (1854–1931) em 4 de novembro de 1878, em Bremen. Os casamentos resultaram em seis filhos.
Von Hartmann morreu em Groß-Lichterfelde em 5 de junho de 1906 e está sepultado em um túmulo honorário no Cemitério Columbiadamm em Berlim.

## Trabalho filosófico
Sua reputação como filósofo foi estabelecida por seu primeiro livro, Filosofia do Inconsciente (1869; 10.ª edição, 1890). Esse sucesso deveu-se em grande parte à originalidade do título, à diversidade de seu conteúdo (Von Hartmann declarava chegar a seus resultados especulativos pelos métodos da ciência indutiva, recorrendo amplamente a ilustrações concretas), ao seu pessimismo então em moda e ao vigor e clareza de seu estilo. A concepção do inconsciente, que Von Hartmann descreve como seu princípio metafísico último, não é, em essência, tão paradoxal quanto parece, sendo apenas uma nova e misteriosa designação para o Absoluto dos metafísicos alemães.
O inconsciente é tanto vontade quanto Razão (este último conceito também interpretado como Ideia), constituindo o fundamento absoluto de toda existência. Von Hartmann combina, assim, panteísmo com panlogismo, de forma antecipada por Schelling em sua filosofia positiva. Não obstante, a vontade, e não a razão, é o aspecto primário do inconsciente; seu percurso melancólico é determinado pela primazia da vontade e pela latência da razão. A vontade não possui razão quando passa da potencialidade ao ato de querer. O estado original do inconsciente é de potencialidade, no qual, por mero acaso, a vontade começa a atuar. No estado de transição, chamado de vontade vazia, não há fim definido. Agindo por conta própria, a vontade cria miséria absoluta.

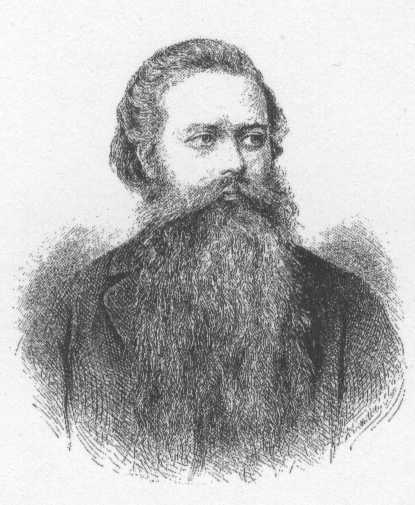
Gravura em madeira de Von Hartmann, c. 1875

Para evitar a infelicidade do desejo sem propósito, a vontade realiza as ideias já potencialmente presentes e o inconsciente se torna atual. A existência do universo é resultado, portanto, da vontade ilógica, mas suas características e leis se devem à ideia ou razão e são, consequentemente, lógicas. Trata-se do melhor dos mundos possíveis, que contém a promessa de a razão, em parceria com a vontade, finalmente redimir o inconsciente da existência, na consciência do pessimista esclarecido.
A história do mundo é aquela descrita pela ciência natural, com ênfase especial na teoria darwiniana da seleção natural. A humanidade se desenvolveu a partir do animal e, com o aparecimento do primeiro ser humano, a libertação do mundo está próxima, pois somente no ser humano a consciência atinge tamanho grau e complexidade suficientes para agir independentemente da vontade. À medida que a consciência se desenvolve, cresce o reconhecimento de que a salvação está em retornar ao estado original de não querer, o que significa a não existência de todos os indivíduos e a potencialidade do inconsciente. Quando a maior parte da vontade existente estiver suficientemente esclarecida pela razão para perceber a miséria inevitável da existência, será feito um esforço coletivo para querer a não existência, e o mundo recairá no nada, o inconsciente em quiescência.
Von Hartmann chamou sua filosofia de realismo transcendental, pois alega chegar, por meio de indução a partir da mais ampla base possível de experiência, ao conhecimento daquilo que está além da experiência. Uma certa porção da consciência, a saber, a percepção, começa, muda e termina sem nosso consentimento e muitas vezes em oposição direta aos nossos desejos. Portanto, a percepção não pode ser adequadamente explicada apenas pelo ego, e a existência de coisas fora da experiência deve ser postulada. Além disso, dado que elas agem sobre a consciência e o fazem de maneiras diferentes em momentos distintos, precisam ter aquelas qualidades que tornariam possível tal ação. A causalidade torna-se, assim, o elo que conecta o mundo subjetivo das ideias ao mundo objetivo das coisas.
Um exame do restante da experiência, especialmente fenômenos como instinto, movimento voluntário, amor sexual, produção artística e similares, demonstra que a vontade e a ideia, inconscientes mas teleológicas, são atuantes em toda parte, e que a força subjacente é única e não múltipla. Essa coisa-em-si pode ser chamada de inconsciente. Possui dois atributos igualmente originais, a saber, vontade e ideia (ou razão).
O inconsciente surge como uma combinação da metafísica de Georg Wilhelm Friedrich Hegel com a de Arthur Schopenhauer. Para Von Hartmann, Hegel e Schopenhauer estavam ambos equivocados ao subordinarem ideia ou razão à vontade ou vice-versa; pelo contrário, nenhuma das duas pode agir sozinha, nem é resultado da outra. A falta de lógica da Vontade causa a existência do “aquilo” (em alemão: Daß) do mundo; a ideia ou razão, embora inconsciente, é lógica e determina a essência, o “o quê” (em alemão: Was). O interminável e vão esforço da vontade explica a grande preponderância do sofrimento no universo, que dificilmente poderia ser mais miserável do que é. Ainda assim, ele deve ser caracterizado como o melhor dos mundos possíveis, pois tanto a natureza quanto a história se desenvolvem de forma a conduzir ao fim do mundo; e por meio do crescente desenvolvimento da consciência, a ideia, em vez de prolongar o sofrimento para sempre, fornece um refúgio dos males da existência na não existência.
Von Hartmann é um pessimista, pois nenhum outro ponto de vista reconhece que o mal necessariamente faz parte da existência e só pode cessar com o fim da própria existência. Mas ele não é um pessimista absoluto. A felicidade do indivíduo é, de fato, inatingível aqui e agora ou posteriormente no futuro, mas ele não perde a esperança de, por fim, libertar o inconsciente de seu sofrimento. Ele difere de Schopenhauer por fazer a salvação, pela negação da vontade de viver, depender de um esforço social coletivo, em vez de um ascetismo individualista. A concepção de uma redenção do inconsciente também fornece a base última da ética de Von Hartmann. Devemos provisoriamente afirmar a vida e nos dedicar à evolução social, em vez de buscar uma felicidade impossível; ao fazê-lo, descobriremos que a moralidade torna a vida menos infeliz do que seria de outra forma. Suicídio e todas as outras formas de egoísmo são altamente reprováveis. Seu realismo permite-lhe sustentar a realidade do tempo e, portanto, do processo de redenção do mundo.

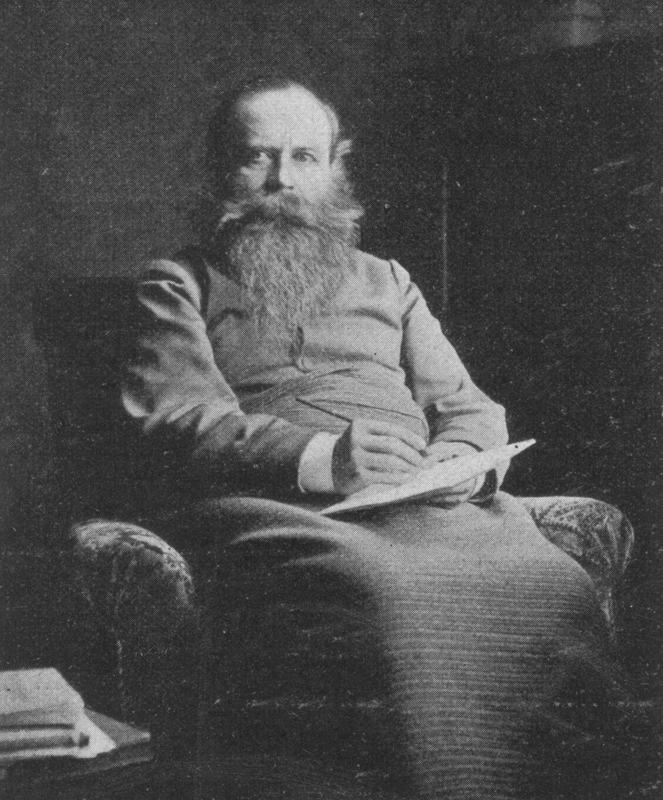
Von Hartmann em 1902

A característica essencial da moralidade fundamentada na filosofia de Von Hartmann é o reconhecimento de que tudo é uno e de que, embora toda tentativa de obter felicidade seja ilusória, antes que a libertação seja possível, todas as formas de ilusão devem aparecer e ser levadas ao extremo. Mesmo aquele que melhor reconhece a vaidade da vida serve melhor aos mais elevados propósitos ao entregar-se à ilusão e viver tão avidamente como se considerasse a vida boa. É somente por meio da tentativa constante de alcançar a felicidade que as pessoas podem aprender o quanto o nada é desejável; e, quando esse conhecimento tiver se tornado universal ou ao menos geral, a libertação virá e o mundo cessará. Não é preciso prova melhor da natureza racional do universo do que a oferecida pelas várias maneiras como os homens esperaram encontrar felicidade e assim foram levados inconscientemente a trabalhar pelo objetivo final. A primeira delas é a esperança de bem-estar no presente, a confiança nos prazeres deste mundo, como sentiam os gregos. Segue-se a transferência cristã de felicidade para outra vida melhor, à qual sucede a ilusão de procurar felicidade no progresso, sonhando com um futuro que valha a pena pelos feitos da ciência. Todas são promessas vazias e são reconhecidas como tais no estágio final, que vê todos os desejos humanos como igualmente vãos e o único bem na paz do Nirvana.
A relação entre filosofia e religião reside em seu reconhecimento comum de uma unidade subjacente, que transcende todas as aparentes diferenças e divisões decorrentes dos fenômenos individuais. Muitas mudanças precisam ocorrer nas religiões existentes para que se adequem às condições modernas, e a religião resultante do futuro será um monismo concreto.
A Philosophy of the Unconscious de Von Hartmann foi objeto de inúmeras avaliações distintas, mas é considerada ter mais valor histórico do que intrínseco. Sua influência sobre outros pensadores foi particularmente marcante nos anos que se seguiram ao seu lançamento, mas, no início do século XX, esse impacto havia diminuído. Entretanto, há motivos para considerá-la um elo de pensamento entre a filosofia da “Vontade” de Schopenhauer e a psicologia do “inconsciente” de Sigmund Freud. Em certo sentido, seu pensamento cria a ponte entre as visões pós-kantianas da vontade (em particular as de Schopenhauer) e a escola de psicologia de Zurique.

## Recepção

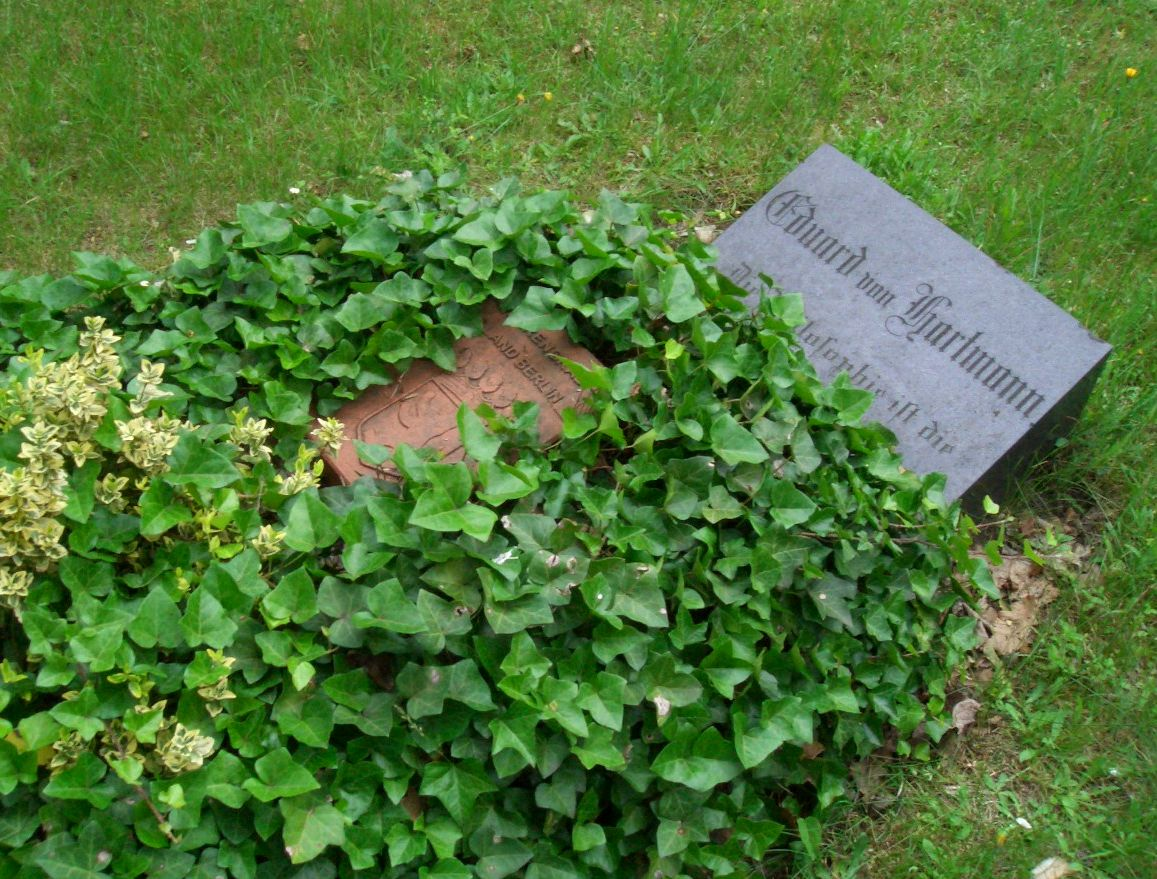
Túmulo de Von Hartmann em Berlim

Rudolf Steiner, referindo-se a Fundamento Crítico do Realismo Transcendental (Kritische Grundlegung des transzendentalen Realismus, 2.ª edição, Berlim, 1875), expressou em seu prefácio ao livro Verdade e Conhecimento (1892) que a visão de mundo de Von Hartmann era “a obra filosófica mais significativa de nosso tempo”, embora Steiner se considerasse bastante incompreendido por Hartmann e fosse crítico de alguns de seus postulados.
Carl Jung escreveu em sua autobiografia, Memórias, Sonhos, Reflexões (1963), que leu Von Hartmann “assiduamente”.
Philipp Mainländer dedicou um ensaio à filosofia de Von Hartmann. Não o considerava um filósofo genuíno, pois ele não iniciara sua filosofia com uma pesquisa epistemológica, apesar dos alertas de Kant e Schopenhauer. A crítica foi descrita como um ataque repleto de acertos claros, porém marcado por sarcasmo mordaz, como “é o coito um ‘sacrifício’ que o indivíduo faz? Você deve ser – repito – um ser muito estranhamente organizado”, e por negar a dedução de Schopenhauer de que a vontade é a coisa em si: “você também tem a triste honra de estar no mesmo nível daqueles que não entenderam Copérnico e ainda acreditam confiantemente que o sol gira em torno da terra.”
Friedrich Nietzsche faz uma crítica mordaz a Von Hartmann, chamando sua filosofia de “ironia inconsciente” e “malandragem”, no segundo de suas Considerações Extemporâneas, Sobre o Uso e Abuso da História para a Vida. Em Além do Bem e do Mal, dirige-lhe os epítetos “amalgamista” e “filósofo da mistura”.
O cineasta e escritor britânico Edouard d'Araille oferece uma avaliação contemporânea da filosofia de Von Hartmann em seu ensaio introdutório à edição de 2001 (3 volumes) de A Filosofia do Inconsciente. Ele avalia Von Hartmann como o elo vital entre o vitalismo de Arthur Schopenhauer e a psicologia do inconsciente de Sigmund Freud.

## Obras
As numerosas obras de Von Hartmann somam mais de 12.000 páginas. Podem ser classificadas em:

### Sistemáticas
- Das Ding an sich und seine Beschaffenheit ("A coisa em si e sua natureza", 1871)
- Grundprobleme der Erkenntnistheorie ("Problemas fundamentais da epistemologia", 1889)
- Kategorienlehre ("Doutrina das categorias", 1896)
- Phänomenologie des sittlichen Bewußtseins ("Fenomenologia da consciência moral", 1879)
- Die Philosophie des Schönen ("Filosofia do belo", 1887)
- Die Religion des Geistes ("A religião do espírito"; 1882)
- Philosophie des Unbewussten ("Filosofia do inconsciente", 3 volumes, que atualmente incluem sua autocrítica originalmente anônima, Das Unbewusste vom Standpunkte der Physiologie und Descendenztheorie, e sua refutação; trad. para o inglês por William Chatterton Coupland, 1884)
- System der Philosophie im Grundriss ("Plano para um sistema de filosofia", 8 volumes, 1907–09: póstumo)
- Beiträge zur Naturphilosophie ("Contribuições à filosofia da natureza", 1876)

### Históricas e críticas
- Das religiöse Bewusstsein der Menschheit (A consciência religiosa da humanidade em seus estágios de desenvolvimento; 1881)
- Geschichte der Metaphysik (2 volumes)
- Kants Erkenntnistheorie
- Kritische Grundlegung des transcendentalen Realismus (Fundamentação crítica do realismo transcendental)
- Uber die dialektische Methode
- Lotzes Philosophie (1888) (um estudo sobre Hermann Lotze)
- Zur Geschichte und Begründung des Pessimismus (1880)
- Neukantianismus, Schopenhauerismus, Hegelianismus
- Geschichte der deutschen Ästhetik und Kant
- Die Krisis des Christentums in der modernen Theologie (A crise do cristianismo na teologia moderna; 1880)
- Philosophische Fragen der Gegenwart
- Ethische Studien
- Aesthetik (1886–87)
- Moderne Psychologie
- Das Christentum des neuen Testaments
- Die Weltanschauung der modernen Physik
- Wahrheit und Irrthum im Darwinismus (1875)
- Zur Reform des höheren Schulwesens (1875)

### Populares
- Aphorismen über das Drama (1870)
- Shakespeares Romeo und Juliet (1875)
- Soziale Kernfragen (Questões sociais fundamentais; 1894)
- Moderne Probleme
- Tagesfragen
- Zwei Jahrzehnte deutscher Politik und die gegenwärtige Weltlage (1888)
- Das Judentum in Gegenwart und Zukunft (O judaísmo no presente e no futuro; 1885)
- Die Selbstzersetzung des Christentums und die Religion der Zukunft (1874)
- Gesammelte Studien
- Der Spiritismus (1885)
- Die Geisterhypothese des Spiritismus (A teoria dos espíritos no espiritismo; 1891)
- Zur Zeitgeschichte

Suas obras selecionadas foram publicadas em 10 volumes.